# 日本オペレーションズ・リサーチ学会
公益社団法人日本オペレーションズ・リサーチ学会（こうえきしゃだんほうじん にっぽんオペレーションズ・リサーチがっかい、英: Operations Research Society of Japan、略称: ORSJ）は、日本におけるオペレーションズ・リサーチに関する事項を取り扱っている学会である。

## 概要
日本オペレーションズ・リサーチ学会は、「オペレーションズ・リサーチの研究および応用を促進し、オペレーションズ・リサーチの進歩と発展を通じて、文化と産業の発展に寄与する」という趣旨のもと設立された学術団体である。 
学会の機関誌として月刊誌『オペレーションズ・リサーチ』を、また論文誌としてJournal of the Operations Research Society of Japanをそれぞれ刊行している。またオペレーションズ・リサーチ分野の学術書シリーズや辞事典の監修・編集などを行っている。
関連する分野の学協会と連携して経営工学関連学会協議会を組織し、研究発表会の共催や、日本技術者教育認定機構における技術者教育プログラムの審査業務などを行っている。

## 沿革
1950年にイギリスでオペレーションズ・リサーチを扱う世界最初の学会組織である Operational Research Society が設立された。アメリカでも1952年にOperations Research Society of Americaが、翌年に Institute of Management Sciencesが相次いで創設され、世界各国でオペレーションズ・リサーチ関連学会を設立する機運が高まっていった。
1955年11月7日、大阪大学の目崎憲司を代表理事とする研究組織として経営科学協会が設立された。本部は大阪市東区今橋の日本生命2号館内に設置されるなど、関西を活動の拠点とした。翌1956年3月には機関誌である『経営科学』第1巻第1号が刊行された。
1957年6月15日、日本オペレーションズ・リサーチ学会の設立総会が慶應義塾大学で開催され、初代会長として久留島秀三郎が選出された。経営科学協会は本学会に吸収されたが、機関誌は『経営科学』が引き継がれた。機関誌の名称は、1976年1月号より現在の『オペレーションズ・リサーチ』に変更された。ただし副題として『経営の科学』が付与され、巻・号数も『経営科学』からの通し番号となっている。
1961年には、各国のオペレーションズ・リサーチ関連学協会の連合組織であるIFORSに加盟した。1972年1月には新たに社団法人としての設立総会が行われ、5月に認可を受けた。2012年には公益財団法人化した。
2009年、学会フェローである鳩山由紀夫が内閣総理大臣に就任したことから、政治と数学を関連付ける学問分野として注目を浴びた。
学会の事務所は日本科学技術連盟、紀伊国屋書店分室、鉄道技術協会、日本構造橋梁研究所を間借りし、1969年になって新宿区市谷仲之町に独自の事務所を持つに至った。その後社団法人化に先立ち、1971年に東京都文京区弥生の学会センタービル内に移転した。2011年、公益財団法人化に先立って千代田区岩本町に移転した。

## 歴代会長
設立初期には会長任期が1年、3年などの例も見られたが、社団法人化した第9代以降は2年任期となった。また第12代以降は設立趣旨に沿って、研究のみならず産業界で活用される問題解決のツールとして発展・普及を行うことを重視するため、企業経営者と学術関係者が交互に会長を務める慣例が続いている。
| 代 | 年度      | 氏名         | 就任時の所属・肩書                           |
| -- | --------- | ------------ | -------------------------------------------- |
| 1  | 1957      | 久留島秀三郎 | 同和鉱業社長                                 |
| 2  | 1958      | 大西定彦     | 日立製作所副社長                             |
| 3  | 1959      | 厚母庸二     | 豊羽鉱山会長                                 |
| 4  | 1960-1961 | 岸道三       | 日本道路公団総裁                             |
| 5  | 1962-1964 | 安川第五郎   | 安川電機製作所会長                           |
| 6  | 1965-1966 | 加藤威夫     | 日本建鐵社長                                 |
| 7  | 1967-1968 | 土光敏夫     | 東京芝浦電気社長                             |
| 8  | 1969-1971 | 小林宏治     | 日本電気社長                                 |
| 9  | 1972-1973 | 小野勝次     | 名古屋大学名誉教授                           |
| 10 | 1974-1975 | 森口繁一     | 東京大学教授                                 |
| 11 | 1976-1977 | 北川一栄     | 住友電気工業相談役                           |
| 12 | 1978-1979 | 小林宏治     | 日本電気会長                                 |
| 13 | 1980-1981 | 松田武彦     | 東京工業大学教授                             |
| 14 | 1982-1983 | 横山勝義     | 川崎重工業顧問                               |
| 15 | 1984-1985 | 近藤次郎     | 国立公害研究所所長                           |
| 16 | 1986-1987 | 吉山博吉     | 日立製作所会長                               |
| 17 | 1988-1989 | 森村英典     | 東京工業大学理学部長                         |
| 18 | 1990-1991 | 岡久雄       | 三菱電機副社長                               |
| 19 | 1992-1993 | 伊理正夫     | 東京大学教授                                 |
| 20 | 1994-1995 | 村井勉       | 西日本旅客鉄道名誉会長／アサヒビール名誉会長 |
| 21 | 1996-1997 | 刀根薫       | 埼玉大学大学院教授                           |
| 22 | 1998-1999 | 水野幸男     | 日本電気顧問                                 |
| 23 | 2000-2001 | 長谷川利治   | 南山大学教授                                 |
| 24 | 2002-2003 | 小笠原暁     | ロゴヴィスタ取締役                           |
| 25 | 2004-2005 | 今野浩       | 中央大学教授                                 |
| 26 | 2006-2007 | 青木利晴     | NTTデータ相談役                              |
| 27 | 2008-2009 | 伏見正則     | 南山大学教授                                 |
| 28 | 2010-2011 | 數土文夫     | JFEホールディングス相談役                    |
| 29 | 2012-2013 | 腰塚武志     | 南山大学教授                                 |
| 30 | 2014-2015 | 大宮英明     | 三菱重工業取締役会長                         |
| 31 | 2016-2017 | 大山達雄     | 政策研究大学院大学理事・名誉教授             |
| 32 | 2018-2019 | 齊藤裕       | ファナック副社長                             |
| 33 | 2020-2021 | 田口東       | 中央大学教授                                 |
| 34 | 2022-     | 山上伸       | 東京ガス社友                                 |